# Kaieteur-Fälle
Die Kaieteur-Wasserfälle des Potaro-Flusses liegen am Eingang zur Potaro-Schlucht, in der Region Potaro-Siparuni von Guyana (Südamerika).
Die Kaieteur-Wasserfälle gehören zu den höchsten Wasserfällen Amerikas. Hier stürzt der Kaieteur-Fluss in einer einzigen Stufe auf einer Breite von bis zu 113 Metern über eine 226 m hohe Sandstein-Klippe vom Hochland Guyanas in das etwa auf Meeresniveau liegende Tiefland.

## Geschichte
Der britische Geologe und Topograph Charles B. Brown bereiste von 1868 bis 1871 das meist unerforschte Hinterland von Britisch-Guayana. Brown war mit der exakten Vermessung der Flussläufe und geologischen Untersuchungen beauftragt. Am 24. April 1870 erblickte er in Begleitung einheimischer Führer aus der nahen Siedlung Cara-Cara als erster Europäer den Wasserfall und fertigte eine Zeichnung an. Der Name des Wasserfalls wurde vom zugehörigen Fluss Kaieteur übernommen, an dessen Mündung sich bereits ein holländischer Militärposten befand, dessen Verwaltung aber keine Kenntnis vom Oberlauf des Flusses hatte.
Nach einer Sage der Patamona-Indianer fand ihr Häuptling Kai im Wasserfall den Tod: sein Stamm wurde von kriegerischen Kariben attackiert, in seiner Not wandte sich Kai an den Geist Makunaima. Dieser forderte ein Opfer. Da bestieg Kai ein Kanu, mit dem er mit den Wassermassen in die Tiefe stürzte. Somit konnte er dem Land seines Stammes Frieden bringen.
Im Jahr 1908 erforschte der deutsch-US-amerikanische Biologe Carl H. Eigenmann ebenfalls das Gebiet.
In der Nähe der Kaieteur-Fälle liegt die Typlokalität des seltenen Minerals Potarit, das nach dem Fluss Potaro benannt ist.
Der Wasserfall ist eine der bedeutendsten Sehenswürdigkeiten des Landes und Thema des Dokumentarfilms The White Diamond von Werner Herzog. Er wird auch im Film Green Mansions gezeigt.

## Tiere
Die Umgebung des Wasserfalls im Kaieteur National Park bietet exotischen Tieren und Pflanzen Lebensraum. Auch seltene Spezies können dort beobachtet werden, u. a. die Goldfrösche, die ihr Versteck in Bromelien entlang der Wanderwege haben. Bei sonnigem Wetter hat man die Möglichkeit, Eidechsen zu entdecken, die sich auf warmen Steinen sonnen. Vogelarten wie z. B. Aras, Schwalben oder der Guyana-Felsenhahn bauen hier ihre Nester.

## Bilder

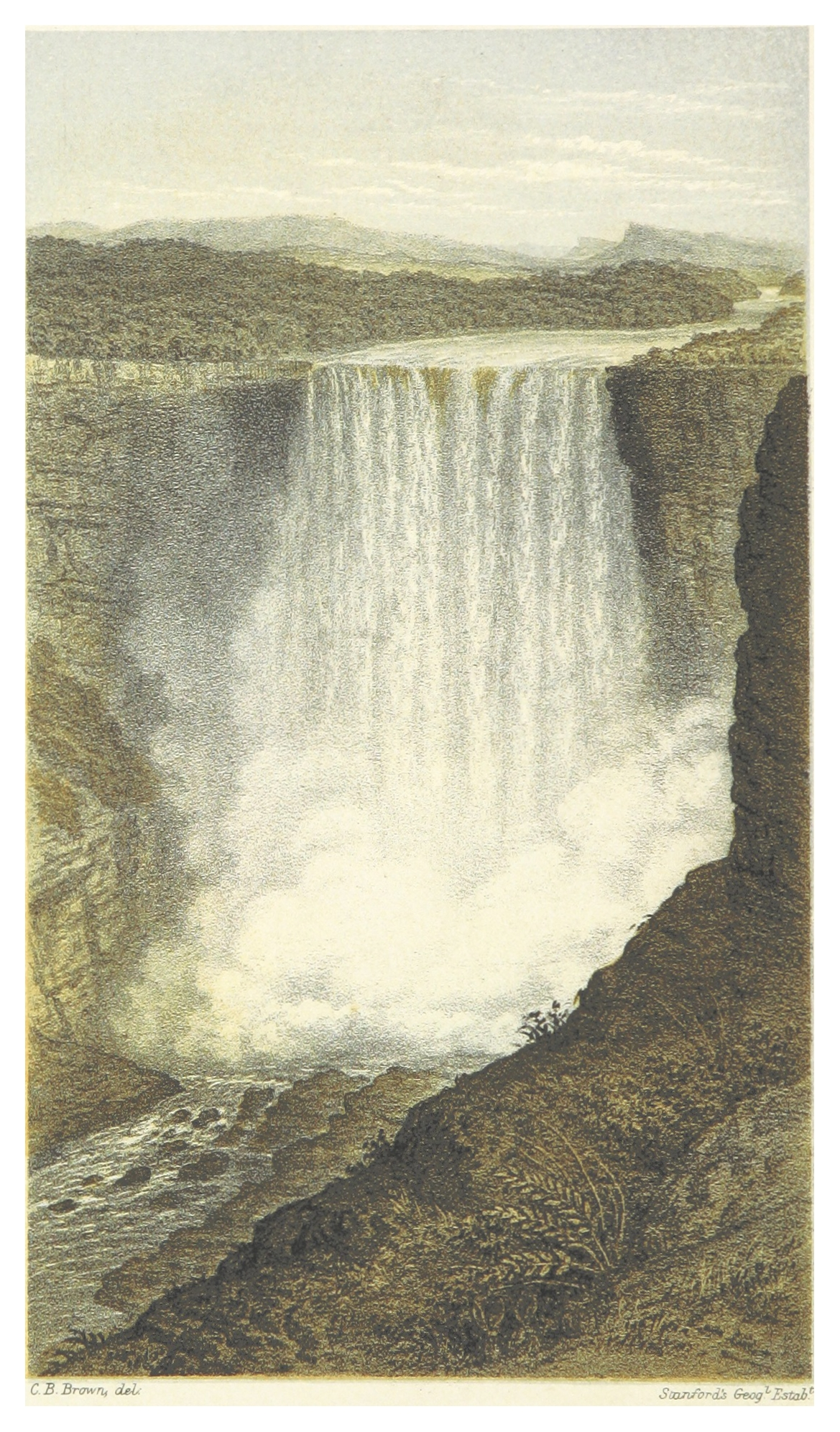
Am 24. April 1870 angefertigte Zeichnung des „Entdeckers“ Charles B. Brown
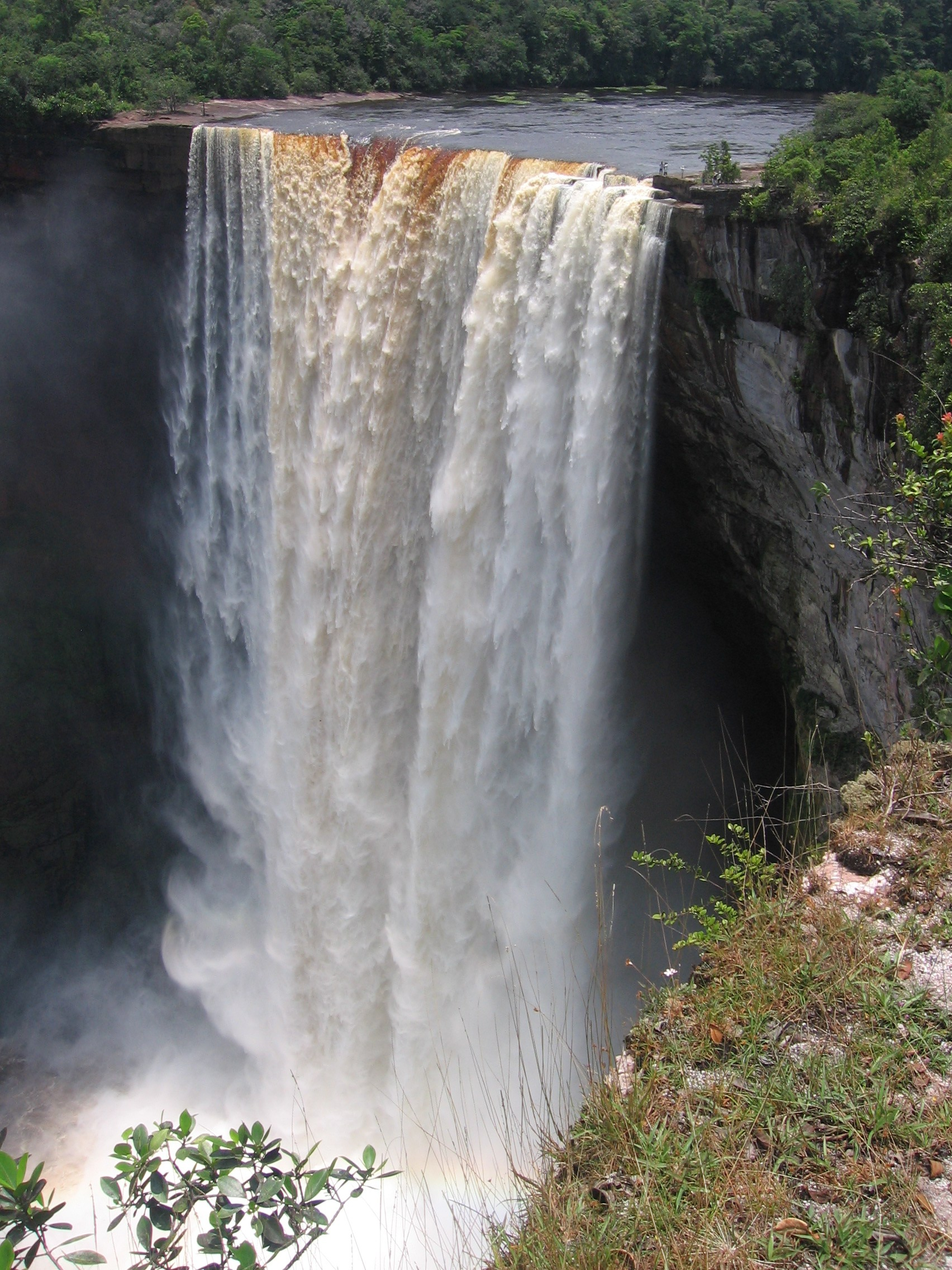
Die Menschen an der Fallkante ermöglichen einen Größenvergleich (September 2007)
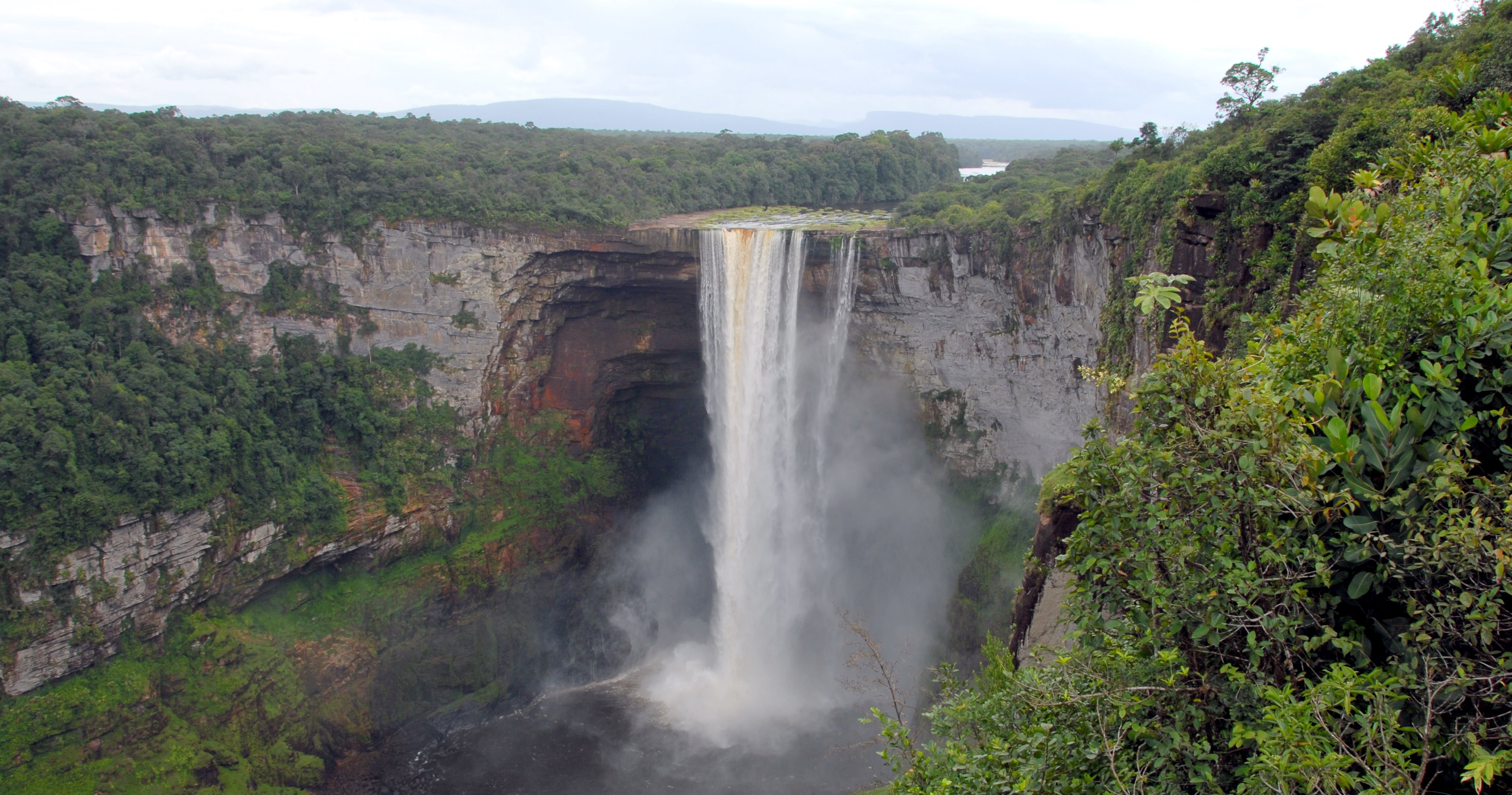
Kaieteur-Fälle in der trockenen Jahreszeit (Februar 2007)
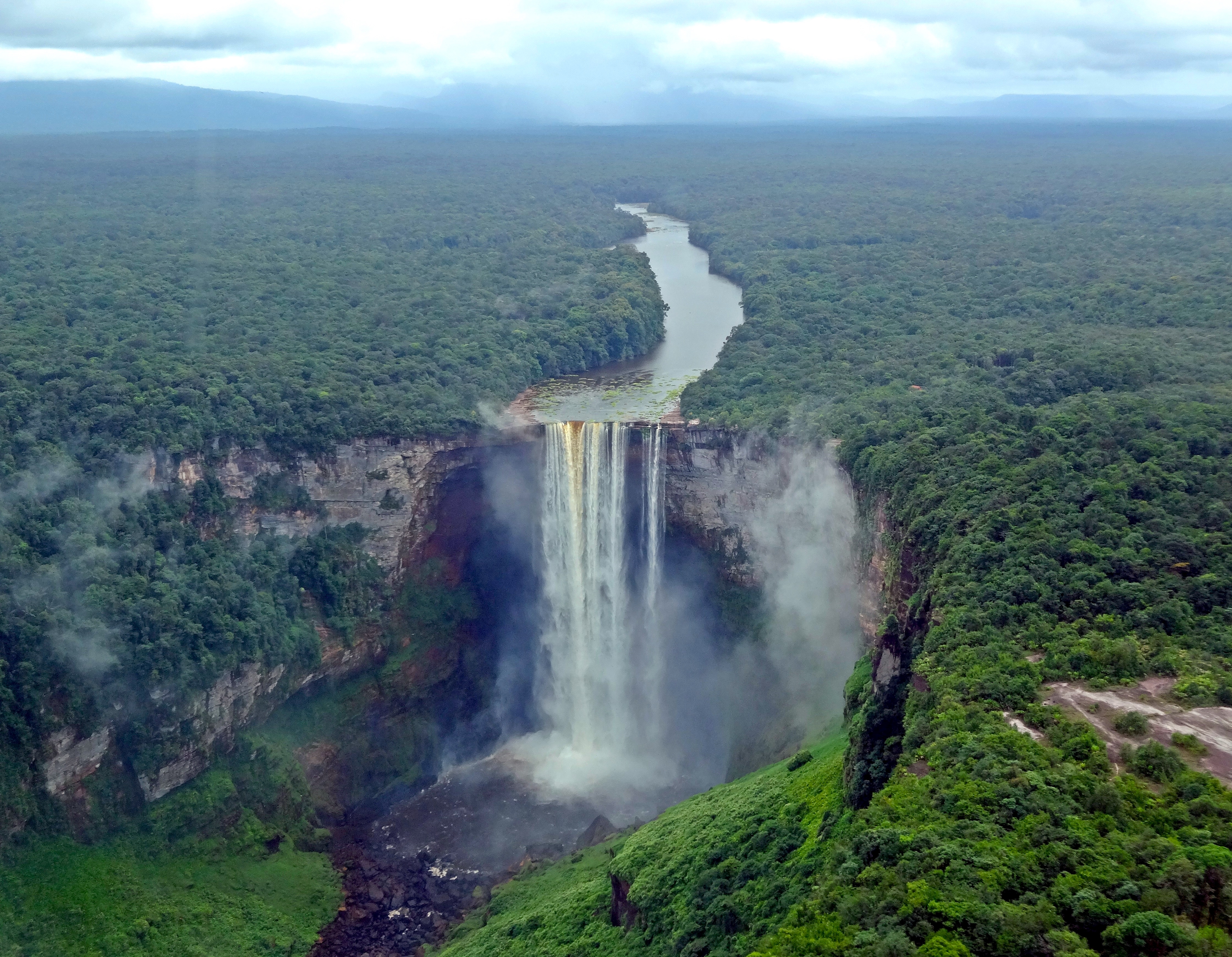
Luftaufnahme (Februar 2015)
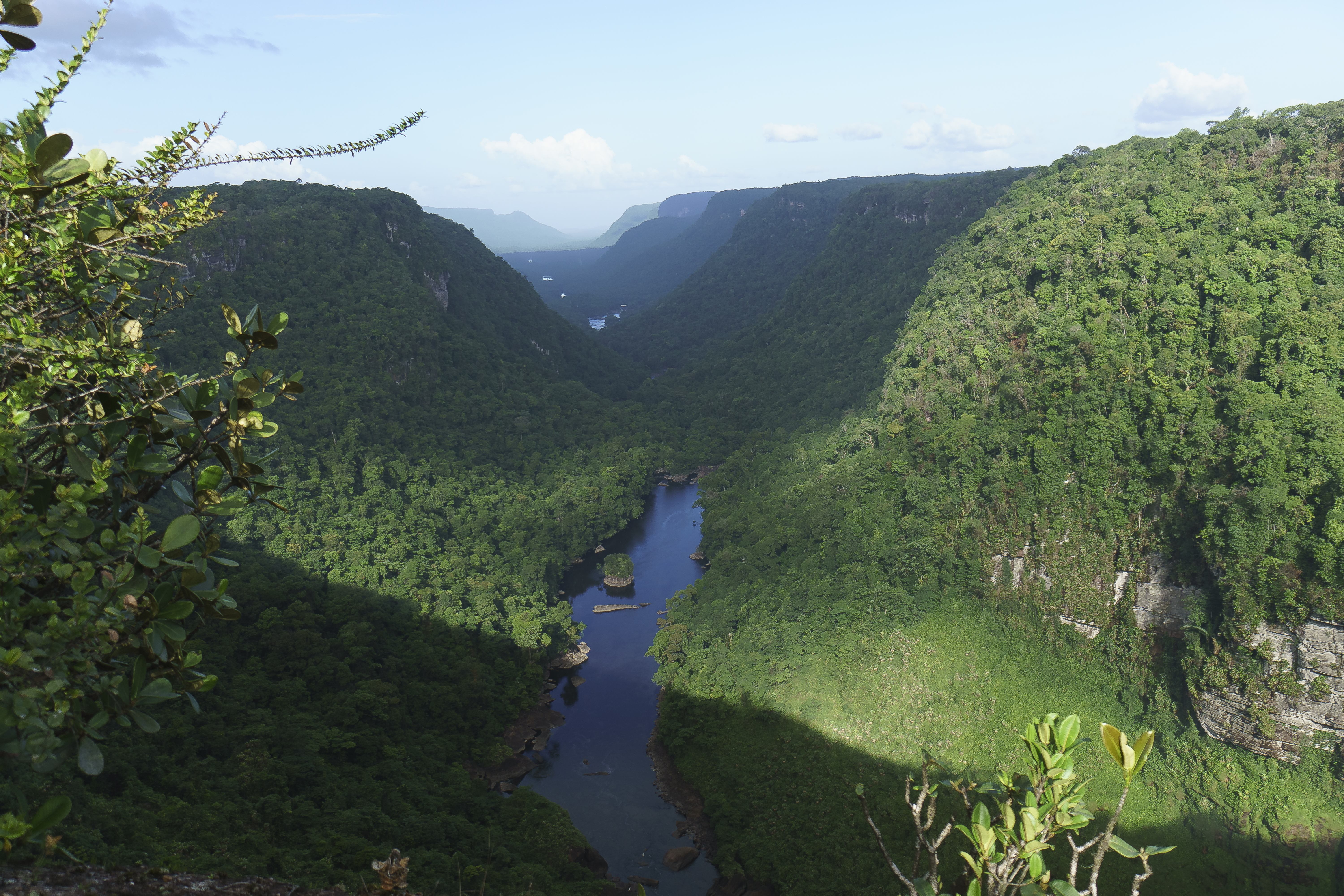
Blick von der Fallkante in die Potaro-Schlucht